# Clima organizacional
O estudo do termo clima organizacional tem como missão principal a compreensão das necessidades, preocupações e percepções dos colaboradores de determinada empresa. O interesse em clima organizacional iniciou-se na década de 1930 e aumentou bastante durante a década de 1960. A literatura mostra diversas definições para esse termo, como: apoio organizacional percebido”(EISENBERG; HUNTINGTON, 1986), “a estrutura da organização”(PAYNE; PUGH, 1976) e “o grau de similaridade entre as expectativas da organização e as dos empregados” (GLICK, 1985).
O conceito de clima organizacional deu início a uma nova perspectiva da Administração, ao buscar explicações  para o desempenho do trabalho humano, por meio de relações entre o clima organizacional e outros aspectos relevantes do cotidiano, como liderança, satisfação, ética, motivação,rotatividade, entre outros (OLIVEIRA,1996). Kolbet al (1978) identificou outros aspectos relacionados ao conceito, como conformidade, padrões, recompensas,responsabilidade, apoio, clareza organizacional e calor humano.
Essa ferramenta permite a empresa uma visão geral de como está o ambiente organizacional, por meio da percepção dos empregados é possível identificar os pontos positivos e os negativos, com isso buscar o aperfeiçoamento para manter um bom nível de produtividade.
O que a prática tem demonstrado é que há uma relação direta entre o clima do ambiente de trabalho, a produtividade, a capacidade de inovação e, consequentemente, o lucro. Um estudo conduzido pela Escola de Administração de Empresas da Fundação Getúlio Vargas (EAESP-FGV) validou este conhecimento essencialmente empírico ao demonstrar que entre 1997 e 2005 as Melhores Empresas para Trabalhar no Brasil apresentaram retorno 170% acima do Ibovespa e rentabilidade do patrimônio líquido de 17,8%, resultado superior à média das 500 Maiores Empresas do Brasil(11,3%).
O estudo revela que o mercado brasileiro está definitivamente deixando para trás a era em que os ativos tangíveis, como máquinas e estoques, eram os únicos que movimentavam a economia. Estamos entrando num território altamente complexo e subjetivo, onde as pessoas - suas crenças, valores, comportamentos e relacionamentos - passam a ser determinantes para o sucesso ou o fracasso do seu negócio.

## O que é clima organizacional?
Clima organizacional é a qualidade do ambiente que é percebida ou experimentada pelos participantes da empresa e que influencia o seu comportamento. É aquela "atmosfera psicológica" que todos nós percebemos quando entramos num determinado ambiente e que nos faz sentir mais ou menos à vontade para ali permanecer, interagir e realizar.
A forma como os colaboradores da empresa percebem o seu ambiente de trabalho.
Somos influenciados pelo clima organizacional e, ao mesmo tempo, o influenciamos. Esse ciclo de influências criará um efeito o qual chamamos de "realimentação de auto reforço, fazendo com que certas características da cultura sejam amplificadas através de comportamentos repetidos nas relações do dia a dia. Assim, se a cultura organizacional for virtuosa, esse ciclo amplificará comportamentos construtivos, gerando mais produtividade com qualidade de vida. Mas se a cultura for viciosa, o ciclo de influências arrastará a empresa para comportamentos cada vez mais destrutivos, prejudicando a produtividade, desgastando as pessoas e os seus relacionamentos.
Portanto, torna-se vital conhecermos os fatores que dificultam a manutenção de um clima organizacional produtivo se pretendemos intervir de forma significativa.
A Pesquisa de Clima Organizacional funciona como uma base sólida de dados que avaliam todos os dados sobre o comportamento da organização, apontando todas as áreas que estão bem e todas as áreas onde é preciso ser feito melhorias.
São avaliados aspectos como:
“ •A empresa é um bom local para se trabalhar?
•Quais são os fatores de motivação e desmotivação?
•Qual a percepção dos colaboradores quanto às políticas de Gestão de Pessoas?
• Os Gerentes delegam bem?
•Todos estão trabalhando em função de um objetivo comum?
• As pessoas conhecem a missão, objetivos e metas da empresa?
• Os gestores têm as competências necessárias?
• Como está a motivação, os relacionamentos e o espírito de equipe?
• O que o pessoal realmente pensa da organização? São levantadas informações como: a Pesquisa de Clima possibilita o desenvolvimento organizacional, tornando o ambiente de trabalho um lugar melhor para se trabalhar. “
Para se chegar ao topo da empresa, a Pesquisa de Clima Organizacional é o melhor canal de informações.
Os inimigos do clima produtivo
Os principais inimigos de um clima organizacional otimizado para a produtividade são os problemas de relacionamento

## Consequências do clima organizacional nas organizações
Segundo Sbragia (1984) o clima organizacional é um fator de suma importância no desempenho de uma empresa, visto que níveis elevados de clima geram aumento nas contribuições individuais, que consequentemente beneficiam os fatores organizacionais e pessoais. 
As principais influências negativas para se obter um clima organizacional voltado para a otimização da produtividade são: problemas de cooperação entre membros de uma equipe, entre áreas e entre gestores e subordinados; a falta de uma comunicação eficiente; senso de injustiça de remuneração e reconhecimento.
Quando diminui:
- turnover (rotatividade)
- reclamações trabalhistas
- retrabalho, desperdício
- perdas diversas
- funcionários roubando suas mercadorias
- sócios sem compromisso

Quando aumenta:
- produtividade
- motivação
- assiduidade
- inovação

Os prejuízos gerados por uma má gestão do clima organizacional são altos. Abaixo seguem três dos principais impactos que geram custos, sendo ocasionados por um ambiente com índices de clima organizacional baixo: 
- Baixa produtividade.Pesquisas indicam que colaboradores com baixos índices de motivação utilizam somente 8% de sua capacidade de produção. Por outro lado, em setores/áreas/empresas onde encontramos colaboradores motivados este mesmo índice pode chegar a 60%.
- Custos com rescisões.Segundo pesquisa realizada pela consultoria Produtive, de Porto Alegre, 60% dos executivos em processo de recolocação no mercado foram demitidos por questões comportamentais. As principais causas das rescisões não foram por incompetência técnica, mas pela incapacidade de estabelecer relacionamentos interpessoais construtivos e atitudes produtivas.
- Custos com seleção e treinamento. Devido à rotatividade gerada pela insatisfação dos funcionários há perdas significativas do capital intelectual da organização, além de retrabalho de atividades que afetam o atingimento de seus objetivos estratégicos de longo prazo. Dessa forma, são necessários investimentos expressivos em treinamentos e armazenamento de conhecimento.

## Pesquisa e avaliação do clima organizacional[8]
O interesse em desmistificar a visão das pessoas a respeito da organização na qual trabalham torna crescente a utilização de ferramentas de levantamento para a obtenção desse diagnóstico.
Para Fleury e Sampaio (2002, p. 291), o clima organizacional refere-se “à percepção que as pessoas têm da organização em que trabalham”. Essa percepção pode ser modificada por fatores externos e internos às organizações. Em um macro ambiente como o brasileiro, em que as empresas sofrem pressão constante do mercado, torna-se imprescindível que os interesses das pessoas estejam alinhados aos objetivos do negócio.
A Gestão de Pessoas tem uma função de parceria na execução e implementação da estratégia organizacional (ULRICH, 2000). Os gestores de modo geral exercem importante papel na busca da efetivação e operacionalização dessa parceria e, portanto, devem assumir uma postura proativa no sentido de utilizar ferramentas que permitam a tomada de decisões coerentes com esse propósito. A pesquisa de clima organizacional pode ser considerada uma dessas ferramentas de auxilio.

### Como fazer essa avaliação?
Fischer (1996) afirma que o objetivo das pesquisas de clima organizacional consiste em “compreender como estão todas as relações entre a empresa e as pessoas, não só do ponto de vista da satisfação e da motivação”.
O maior desafio desse tipo de análise é transformar dados totalmente qualitativos e subjetivos em números quantitativos para que se possa lastrear a tomada de decisões em setores específicos com determinados tipos de deficiência no que se refere ao clima e as relações internas,dessa forma, é possível utilizar pesquisas específicas de satisfação e motivação com metodologia simplificada, ou realizar pesquisa de clima organizacional na qual são contemplados, além desses fatores, outros como: compreensão das políticas e concordância com o direcionamento do negócio, conforme o quadro abaixo.
| Tipo                               | Objetivos | Status |
| Pesquisade Satisfação              | Obter informações relevantes sobre o nível de satisfação dos colaboradores com a empresa, suas tomadas de decisão e seus gestores. | Realizada com frequência nas empresas com metodologias simplificadas – na maior parte das vezes são feitos bancos de dados por meio do uso de questionários - ; é pouco citada na literatura. |
| Pesquisa de Motivação              | O objetivo desta é identificar os fatores que interferem na oscilação dos índices de motivação das pessoas no trabalho. Difere da anterior em função do foco, o que é ressaltado pelos autores que atribuem diferença entre os conceitos de satisfação e motivação.                      | Bastante debatida conceitualmente, mas pouco exercida do ponto de vista da prática de pesquisa. Busca identificar elementos mais subjetivos do que a primeira. |
| Pesquisa de Clima Organizacional   | Seu objetivo é basicamente compreender como estão todas as relações entre a empresa e as pessoas, não só do ponto de vista da satisfação e da motivação. Entrariam aqui aspectos como compreensão das políticas, concordância com o direcionamento estratégico do negócio, entre outros. | O conceito que mais se popularizou na prática e na teoria. A maioria das empresas bem estruturadas em RH realiza pesquisas que recebem esta denominação sem se preocuparem em esclarecer bem seus objetivos. |
| Pesquisa de Cultura Organizacional | Descrevem e analisam os valores e crenças que norteiam o comportamento organizacional.Está referida a história do grupo pesquisado e aos pressupostos básicos que unem este grupo. | A teoria da cultura e a prática destes tipos de diagnósticos difundiram-se bastante nos últimos dez anos. A realização em empresas é menos comum do que a presença do conceito na literatura. Trata-se de um tipo de pesquisa que exige metodologias sofisticadas e muito polemizadas dentro das próprias teorias de origem: a antropologia, a psicologia e a sociologia. |

## Principais Modelos de Pesquisa de Clima Organizacional
Os estudos de clima organizacional foram originados nos Estados Unidos por Forehand e Gilmer , em 1960, que faziam parte da corrente Comportamentalista nos estudos de administração. O objetivo desta linha de estudos era alcançar eficiência operacional levando em conta o fator humano (BISPO, 2006). Os trabalhos de Forehand e Gilmer foram fundamentais para a criação dos primeiros indicadores e fatores relevantes para a pesquisa de clima organizacional, que foram utilizados e aprimorados posteriormente por Litwin e Stringer (1968) na aplicação de estudos em campo com três organizações. Os três principais modelos – apresentados no trabalho de BISPO (2006) - que podem ser utilizados genericamente às empresas, são: 
Modelo de Litwin e Stringer:
```
O modelo desenvolvido por Litwiin e Stringer tem como base a análise de nove indicadores, sendo eles: 
```

- Estrutura: Leva em consideração a percepção dos impactos no trabalho pelas regras, procedimentos, estrutura física, etc.
- Responsabilidade: Considera a autonomia nas tomadas de decisões e na desenvoltura de suas atividades;
- Desafio: Sentimento de risco e elevação dos limites para exercer as atividades;
- Recompensa: Considera e enfatizar a recompensa por atingimento de objetivos e sentimento de justiça quanto a parâmetros de promoção e remuneração;
- Relacionamento: Percepção de relação entre áreas e colegas;
- Cooperação: Percepção de ajuda mútua entre colegas
- Conflito: Percepção de gestão de conflitos e aceitação de opiniões divergentes;
- Identidade: Sentimento de pertencer à organização como elemento chave para os grupos de trabalho.
- Padrões: Grau de burocracia dentro da organização.

Modelo de Kolb
```
O modelo de Kolb além de analisar os fatores de responsabilidade, padrões e recompensas, apresentados no modelo de Litwin e Stringer, agrega os indicadores : 
```

- Conformismo: Percepção de que há muitas influências externas que limitam e obrigam a modelagem de seu trabalho;
- Clareza Organizacional: Sentimento que os objetivos são estabelecidos de forma organizada e racionalmente, e que estão claros para todas da organização;
- Calor e Apoio: Percepção de confiança e apoio mútuo entre os membros;
- Liderança: Disposição dos membros de uma organização em seguir a direção estabelecida pela liderança, e diversificação e amplitude de líderes na empresa.

Modelo de Sbragia
```
Sbragia em um estudo de pesquisa de clima no setor de governamental utilizou além dos fatores de conformidade, estrutura, recompensas, cooperação, padrões, conﬂitos e identidade, os indicadores abaixo: 
```

- Estado de tensão: O quanto as ações são determinadas e dominadas pela racionalidade em detrimento das emoções;
- Ênfase na Participação: Analisa a percepção do grau de envolvimento dos indivíduos nas decisões de uma organização;
- Proximidade da supervisão: Descreve a forma de controle da liderança e o grau de liberdade dos subordinados;
- Consideração Humana: Analisa a percepção de o quanto à empresa enxerga seus funcionários como seres humanos e não como números;
- Autonomia Presente: Descreve o quanto as pessoas estão confortáveis na toma de decisão e o quanto essas decisões não precisam ser verificadas;
- Prestígio Obtido: Percepção das pessoas quanto a imagem gerada externamente por pertencerem aquela organização;
- Tolerância Existente: Descreve o grau de tolerância dos erros dos indivíduos e o quanto são tratados de forma construtiva ao invés de punitiva;
- Clareza Percebida: O quanto as pessoas são informadas sobre as condições de progresso e assuntos referente as suas atividades;
- Justiça Predominante: O quanto os aspectos como habilidades, desempenho e atitudes são levados em consideração nos critérios de tomadas de decisões em detrimento de aspectos políticos e pessoais;
- Condições de Progresso: O grau de oportunidades oferecidas pela organização aos seus membros;
- Apoio Logístico Proporcionado: Descreve o quanto a organização oferece os instrumentos e meios necessários para que as pessoas exerçam suas atividades com qualidade;
- Reconhecimento Proporcionado: Analisa o reconhecimento dos profissionais que atuaram com desempenho acima dos padrões;
- Forma de Controle: O quanto a organização utiliza-se de fatores racionais para controle de desempenho antes de métodos de punição e policiamento.

## Soluções práticas para a melhoria do clima organizacional[14]
A melhoria do clima organizacional é um desafio bastante complexo dado o alto grau de subjetividade envolvido nesse processo. As pesquisas de clima organizacional apenas trazem um mapeamento do ambiente psicológico, mas não têm o poder (nem a pretensão) de prover soluções efetivas para o problema. Se pretendemos obter melhorias realmente expressivas e sustentáveis sobre o clima, precisaremos investir em programas práticos capazes de intervir no que acontece "da pele para dentro" das pessoas, e que, portanto, não se limitem a oferecer apenas teorias, modelos e conceitos. Programas estruturados, que priorizem a otimização dos comportamentos produtivos através da redução de stress e reatividade, bem como do aumento do discernimento e do bem-estar do colaborador. Assim, iniciamos um processo em cadeia que começa com a melhoria do clima do indivíduo e que poderá culminar com a evolução de toda a cultura organizacional.
Talvez você esteja pensando que tudo isso é no mínimo complicado. As coisas eram realmente bem mais simples naquela época em que os problemas de produtividade podiam ser resolvidos com o aperto de alguns parafusos. Mas a verdade é que o mercado evoluiu muito nesses últimos 30 anos e, se sua empresa deseja garantir seu lugar ao sol neste novo cenário, uma dica quente para aumentar a produtividade é investir na melhoria do clima organizacional através da melhoria do clima das pessoas.
" A Pesquisa de Clima Organizacional é baseada em afirmações positivas de comportamentos desejáveis, tanto da organização como dos colaboradores que lá atuam.
As afirmativas compõem um formulário, que pode ser aplicado tanto via internet como em formulários impressos, para que cada participante possa se manifestar de forma facultativa, segura e confidencial, concordando ou discordando em determinados níveis de respostas.
A pesquisa de clima organizacional possibilita identificar fatores tanto internos como externos da empresa, sendo fortes influentes no resultado da pesquisa aplicada dentro de uma organização, fatores externos como, vida social, situação financeira, política... afeta o colaborador fora da empresa, e o mesmo leva a insatisfação desses fatores para dentro do ambiente de trabalho gerando assim um clima desfavorável.
Como um dos diferenciais de nossa consultoria, colocamos como opcional a marcação da percepção de evolução de cada item, apontando assim áreas de ”Melhora” ou “Piora”, em um dado espaço de tempo.
É possível ainda aprofundar os temas pesquisados em entrevistas qualitativas"